# Matthäuskirche (Essen)

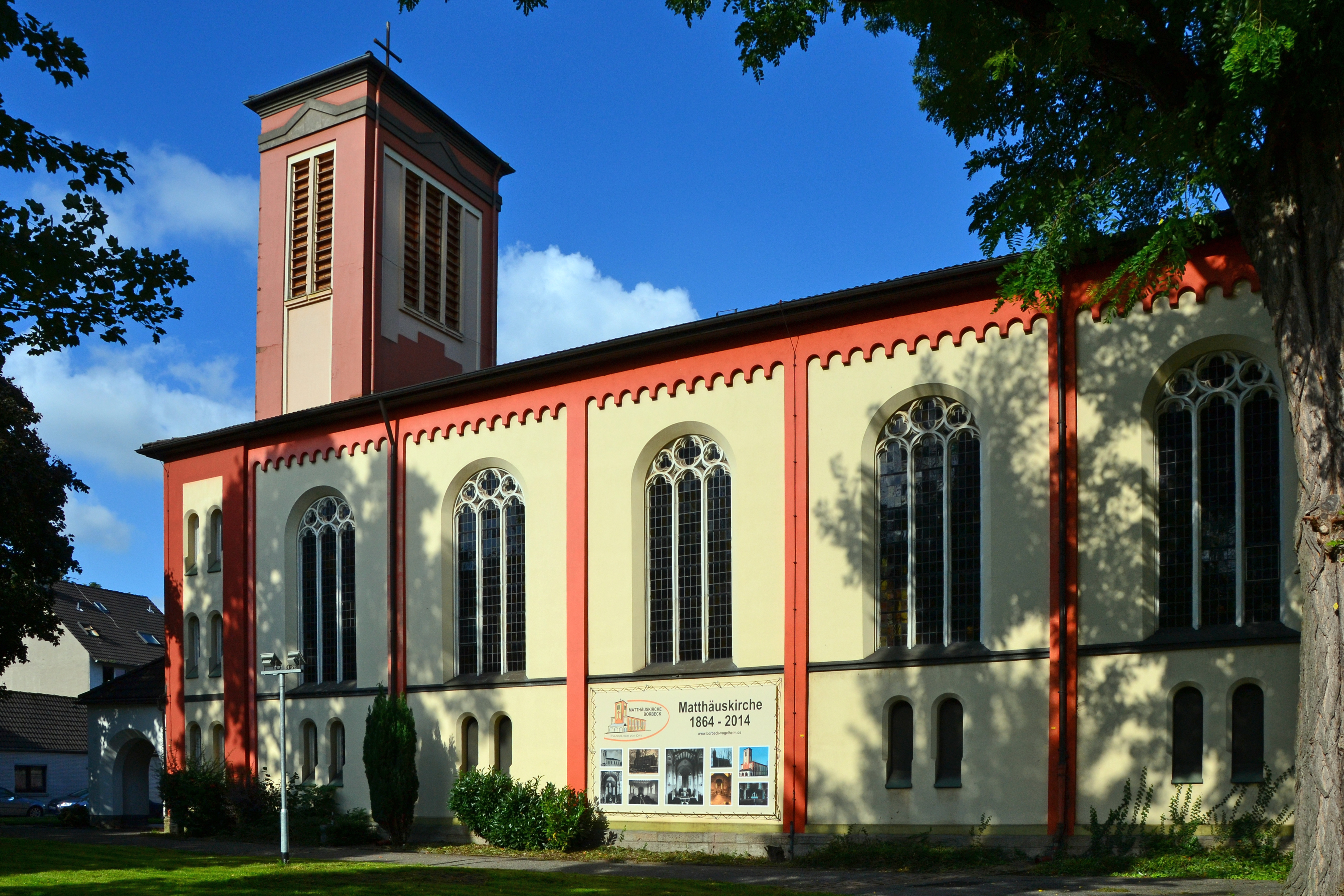
Matthäuskirche, 2015

Die Matthäuskirche im Essener Stadtteil Borbeck-Mitte ist ein Kirchengebäude aus dem Jahr 1864, das seit 1995 unter Denkmalschutz steht. Als Tochterkirche der ältesten evangelischen Kirche der Stadt Essen, der Marktkirche, ist sie die erste evangelische Vorstadtkirche. Sie gehört zur Kirchengemeinde Essen-Borbeck-Vogelheim im Kirchenkreis Essen der Evangelischen Kirche im Rheinland.

## Geschichte

### Anfänge und Einweihung
Zunächst fanden Gottesdienste notdürftig in einer Schule an der Wüstenhöferstraße statt. Für diese wurden Spenden gesammelt, die überwiegend von nahen Gemeinden, der Knappschaftskasse und dem Gustav-Adolf-Verein kamen. Die fertiggestellte Schule brannte in der Nacht vor ihrer Einweihung am 24. Oktober 1848 ab, ohne dass die Brandursache geklärt werden konnte. Die Borbecker Bürger selbst waren meist arm, aber Spenden wurden weiter gesammelt. Es folgte am 17. April 1849 die Inbetriebnahme der ersten evangelischen Schule in Borbeck, in der auch wieder Gottesdienste abgehalten wurden. 1854 wurde das Grundstück an der Bocholder Straße gekauft. Dort begann der Bau der ersten evangelischen Kirche Borbecks im Frühjahr 1864, entworfen vom Architekten Carl Wilhelm Theodor Freyse, Bruder des Architekten Heinrich Johann Freyse. Durch den boomenden Steinkohlenbergbau und die ständige Erweiterung der Stahlindustrie der Firma Krupp stieg die Einwohnerzahl Borbecks durch Einwanderungen rasant an, so dass der Bau dieser Kirche notwendig wurde.
Die Einweihung fand am 26. Oktober 1864 statt. Zu diesem Fest trafen sich im Schulgebäude der Gemeindepfarrer Wilhelm Friedrich Haardt mit Gemeindemitgliedern, Vertreter der kirchlichen Behörden der Provinzial- und Kreissynode, die Pfarrer der Muttergemeinde Essen und anderer Gemeinden, der Bürgermeister der Bürgermeisterei Borbeck, Hermann Péan und auch katholische Gemeindemitglieder. In einem festlichen Zug bewegten sich alle gemeinsam zur neuen Kirche mit damals 750 Sitzplätzen. Architekt Carl Wilhelm Theodor Freyse empfing den Festzug am Seitenportal und übergab dem Konsistorialrat Ernst Friedrich Ball aus Koblenz den Kirchenschlüssel. Er übergab an Pfarrer Haardt, der unter Posaunenklängen die Kirchentür zum darauf folgenden Gottesdienst öffnete. Die Glocken- und Turmeinweihung folgte am 5. November 1922. Im Jahr 1933 wurde die alte Orgel durch die Orgelbaufirma Walcker erweitert und besaß zwei Manuale und Pedal.

### Zweiter Weltkrieg und Wiederaufbau
Zu Anfang des Zweiten Weltkriegs im Jahr 1940 fanden noch umfangreiche Renovierungen statt, doch bis zum 25. Oktober 1944 wurde das Kirchengebäude durch Bombeneinschläge völlig zerstört. Der hölzern verkleidete Innenraum brannte völlig aus, der Kirchturm blieb schwer beschädigt stehen. Im Erdgeschoss des benachbarten Pfarrhauses wurden ab 1946 wieder notdürftig  Gottesdienste, Trauungen und andere Veranstaltungen abgehalten. Die baulich zusammengeschlossenen Räume boten bis zu 120 Personen meist stehend Platz.
Der Pfarrer Karl Schreiner beantragte 1949 am Landeskirchenamt die Genehmigung der Aufnahme eines Kredits zum Wiederaufbau der ehemals dreischiffigen Hallenkirche aus Feldbrandziegeln. Das zunächst in weißer Farbe errichtete Gebäude wurde am 25. Oktober 1953 eingeweiht. 1977 erhielt es einen neuen farbigen Anstrich.

## Matthäuskirche heute
Seit dem 12. Oktober 1995 steht die Matthäuskirche unter Denkmalschutz.
Durch eine Spendensammlung kamen im Jahr 2011 insgesamt 55.000 Euro zusammen, mit deren Hilfe das einige Monate genutzte elektronisch erzeugte Geläut durch die drei originalen, zu dieser Zeit rund 100 Jahre alten Glocken vom Bochumer Verein wieder installiert werden konnten. Dazu musste der marode Glockenstuhl aus dem Jahr 1922 aus Stahl der Firma Krupp durch einen hölzernen ersetzt werden. Die Arbeiten wurden zur 150-Jahr-Feier im Oktober 2014 rechtzeitig fertig.
Nördlich der Matthäuskirche liegt der Matthäusfriedhof.